# Stigmella tragilis
Stigmella tragilis là một loài bướm đêm thuộc họ Nepticulidae. Nó được miêu tả bởi Scoble năm 1978. Nó được tìm thấy ở Nam Phi (Nó đã dược miêu tả ở Margate in Natal).
Ấu trùng ăn Tragia durbanensis. Chúng có thể ăn lá nơi chúng làm tổ.